# ألييكساندرو أندونيوس
ألييكساندرو أندونيوس (بالرومانية: Alexandru Antoniuc)‏ (23 مايو 1989 بكيشيناو في مولدوفا - ) هو لاعب كرة قدم مولدوفي في مركز الهجوم. شارك مع منتخب مولدافيا تحت 17 سنة لكرة القدم ومنتخب مولدافيا تحت 19 سنة لكرة القدم ومنتخب مولدوفا تحت 21 سنة لكرة القدم ومنتخب مولدوفا لكرة القدم. أما مع النوادي، فقد لعب مع روبين كازان وزمبرو تشيسيناو وميلسامي أورهي ونادي فيريس كيشيناو وFC KAMAZ Naberezhnye Chelny ‏.

## وصلات خارجية
- ألييكساندرو أندونيوس على موقع الاتحاد الدولي (مؤرشف)  (الإنجليزية)
- ألييكساندرو أندونيوس على موقع الاتحاد الأوربي (الإنجليزية)
- ألييكساندرو أندونيوس على موقع قاعدة بيانات كرة القدم.إي يو (الإنجليزية)
- ألييكساندرو أندونيوس على موقع ناشيونال فوتبول تيمز (الإنجليزية)
- ألييكساندرو أندونيوس على موقع Soccerway.com (الإنجليزية)